# Nethinius fairmairei
Nethinius fairmairei är en skalbaggsart som beskrevs av Jean François Villiers 1980. Nethinius fairmairei ingår i släktet Nethinius och familjen långhorningar.
Artens utbredningsområde är Madagaskar. Inga underarter finns listade i Catalogue of Life.